# Сошангане
Сошангане (бл. 1780 — 11 жовтня 1856 або 1858) — 1-й великий інкосі (володар) держави Газа в 1820—1856/1858 роках. Повне ім'я Сошангане каЗікоде. Відомий також як Манукосі.

## Життєпис

### На службі Звіде
Походив з народу нгуні. Син Зікоде каГази, інкосі (вождя) молодшого клану(ікохло) в конфедерації ндвандве. Його клан газа займав область Мкузе навколо Тчанені («Гори Духа»). Після смерті батька став інкосі клану газа. Розпочав військову службу під орудою Ланга каХаби, інкосі конфедерації ндвандве. Потім служив синові останнього — Звіде каЛангу, ставши одним з провідних військовиків.
У 1818 році почалася запекла війна проти племен мтетва і кумало, яким завдано нищівних поразок. В цих кампаніях звитяжив Сошангане. Втім того ж року у битві на пагорбах Гоклен вождь зулусів Шака здобув перемогу над ндвандве. У 1820 році ндвандве під командуванням Сошангане зазнали поразки від зулуською армії в битві біля річки Мхалтузе. Після перемоги Шака вдерся у володіння Звіде і повністю спустошив їх. Столиця ндвандве була зруйнована. Звіде із залишками свого племені змушений був тікати. Сошангане також відступив на північ.

### Володар
Спочатку разом зі своїм молодшим братом Мхлаба і кланом відступив до східних передгір'ях Лубомбо, досягнувши верхів'їв річки Тембе. У 1825 році Сошангане, перетнувши Тембе, до 1827 року зайняв землі у міжріччі Матсоло і Коматі. Тут уклав союз з Звангендаба, вождем іншого клану нгоні, але невдовзі спробував того підкорити. Це змусило нгоні рушитися далі на північ, де Звангендаба з'єднався з Мхлабой, почавши війну проти держави Розві.
Тим часом Сошангане заклав основи власної держави Газа, створивши резиденцію у високогір'ї середньої течії річки Саве. У 1825 році Нхаба Мсане, ще один воєначальник Звіде і вождь одного з кланів ндвандве, вступив до Мозамбіку і зайняв область навколо міста Софала.
У 1828 році Шака відправив війська проти Сошангане, в якому вбачав загрозу. Проте зулуська армія через малярію і нестачу харчів виявилася ослабленою, що сприяло перемозі над нею Сошангане в битві біля Білені. 
До 1834 року підкорив долину в нижній течії річки Лімпопо. У 1835 році проти нього виступили Звангендаба і Мхлаба, але Сошангане завдав тим поразки, змусивши тікати через річку Замбезі. Мхлаба зі своїми прихильниками залишався в районі Замбезі, де став відомим як Мхлабавадабука (Лубімбі). Того ж року атакував атакував Нхаба Мсане, який зазнавши поразки, відступивши на північний захід. 1836 року Сошангане завоював племена ндау (вандала) і ваманіїка.
1838 року через потужну епідемію віспи перебрався до поселення Білені, призначивши сина Мзілу намісником північних володінь. Війська Гази захопили і сплюндрували португальські поселення в затоці Делагоа, Іньямбане і Сена, змусивши португальців платити йому данину. Спроба португальського посольства на чолі із Каетано Пінто дос Сантосом укласти мирний договір виявилася марною.
У 1840-х роках вождіства Баруе і Маніка визнали зверхність Гази, можливо це також зробила держава Мономотапа. До 1850 року площа підвладних володінь сягнула десь  56 тис км².
В останніх роках активно розвивав торгівлю з європейцями, насамперед рабами і слоновою кісткою. Помер  1856 або 1858 року, після чого почалася боротьба за владу між синами Мавеве і Мзілою.